# Graham Parker
Graham Parker (18 de noviembre de 1950) es un cantante y compositor inglés, popular por su trabajo con la agrupación The Rumour.
Pese a no haber conseguido mucho éxito comercial a lo largo de su carrera, la enérgica puesta en escena de Parker y el aporte a la música británica de su primer álbum, Howlin' Wind, le han valido a Graham un nombre importante en la escena del pub rock inglesa. Adicionalmente su imagen ha servido como influencia para otros músicos británicos como Elvis Costello, Paul Weller y Joe Jackson.

## Discografía

### Estudio
| Año  | Artista                    | Título                  | Posición en listas | Posición en listas | Posición en listas |
| Año  | Artista                    | Título                  | UK                 | CAN                | EE. UU.            |
| ---- | -------------------------- | ----------------------- | ------------------ | ------------------ | ------------------ |
| 1976 | Graham Parker & The Rumour | Howlin' Wind            | -                  | -                  | -                  |
| 1976 | Graham Parker & The Rumour | Heat Treatment          | 52                 | -                  | 169                |
| 1977 | Graham Parker & The Rumour | Stick To Me             | 19                 | -                  | 125                |
| 1979 | Graham Parker & The Rumour | Squeezing Out Sparks    | 18                 | 79                 | 40                 |
| 1980 | Graham Parker & The Rumour | The Up Escalator        | 11                 | 27                 | 40                 |
| 1982 | Graham Parker              | Another Grey Area       | 40                 | -                  | 52                 |
| 1983 | Graham Parker              | The Real Macaw          | -                  | -                  | 59                 |
| 1985 | Graham Parker & The Shot   | Steady Nerves           | -                  | 82                 | 57                 |
| 1988 | Graham Parker              | The Mona Lisa's Sister  | -                  | 46                 | 77                 |
| 1989 | Graham Parker              | Human Soul              | -                  | -                  | 165                |
| 1991 | Graham Parker              | Struck by Lightning     | -                  | -                  | 131                |
| 1992 | Graham Parker              | Burning Questions       | -                  | -                  | -                  |
| 1995 | Graham Parker              | 12 Haunted Episodes     | -                  | -                  | -                  |
| 1996 | Graham Parker              | Acid Bubblegum          | -                  | -                  | -                  |
| 2001 | Graham Parker              | Deepcut To Nowhere      | -                  | -                  | -                  |
| 2004 | Graham Parker              | Your Country            | -                  | -                  | -                  |
| 2005 | Graham Parker & The Figgs  | Songs of No Consequence | -                  | -                  | -                  |
| 2007 | Graham Parker              | Don't Tell Columbus     | -                  | -                  | -                  |
| 2009 | Graham Parker              | Carp Fishing On Valium  | -                  | -                  | -                  |
| 2010 | Graham Parker              | Imaginary Television    | -                  | -                  | -                  |
| 2012 | Graham Parker & The Rumour | Three Chords Good       | -                  | -                  | -                  |
| 2015 | Graham Parker & The Rumour | Mystery Glue            | -                  | -                  | -                  |
| 2018 | Graham Parker              | Could Symbols           | -                  | -                  | -                  |